# مارك ريفيير
مارك ريفيير (بالفرنسية: Marc Rivière)‏ هو حلواني فرنسي، ولد في 4 ديسمبر 1969 في رين في فرنسا.